# Vismutgult

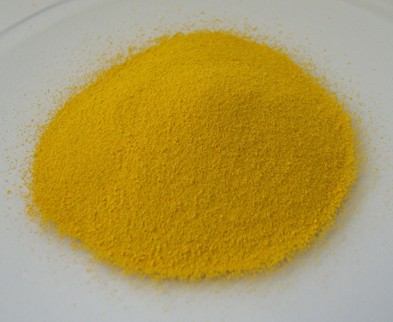
Vismutgult,
C.I. Pigment Yellow 184

Vismutgult, eller vismutvanadat, C.I. Pigment Yellow 184 (771740), är ett oorganiskt pigment med kemisk formel BiVO4.
Vismutgult finns i tre olika kristallformer och kan uppvisa kulörer från grönaktigt citrongult till orange. Det förekommer sparsamt i naturlig form som mineralet pucherit, bland annat i Tyskland och västra Australien.
Vismutvanadat upptäcktes 1871, registrerades i ett medicinskt patent 1924, framställdes syntetiskt första gången 1964 och har använts som pigment sedan 1976. Det framställs idag huvudsakligen syntetiskt med vismutnitrat och natriumvanadat.
Vismutgult är ett av de normalt förekommande pigmenten i färgtillverkarnas brytsystem för målarfärg.